# Daxing (district)
Daxing is een district in het zuiden van de Chinese stadsprovincie Peking.
Met een oppervlakte van 1.012 vierkante kilometer is dit een van de grotere districten van Peking. Er woonden bij de census van 2000 671.000 inwoners in het gebied. Het district wordt onderverdeeld in 5 subdistricten en 14 towns. 
Het district grenst aan een aantal ander districten van Beijing waaronder Tongzhou in het oosten en noordoosten, Fangshan in het westen, Fengtai in het noordwesten, Chaoyang in het noordoosten, en aan de provincie Hebei in het zuiden. 
In het district is heel wat voedingsindustrie en fabricage van consumentenproducten, naast twee grote gevangenissen, een mannengevangenis voor circa 2.000 langdurig gedetineerde gevangenen en de enige vrouwengevangenis van Beijing met plaats voor 1.000 gedetineerden. In 2019 opende in het district de grote Daxing International Airport die moet uitgroeien tot de grootste en nieuwste luchthaven voor Beijing en het omliggende gebied.